# Giro d'Oro 2008
Il Giro d'Oro 2008, ventiseiesima edizione della corsa e valida come evento dell'UCI Europe Tour 2008 categoria 1.1, si svolse il 20 aprile 2008 su un percorso totale di circa 189,6 km. Fu vinto dall'italiano Gabriele Bosisio che terminò la gara in 4h44'32", alla media di 39,981 km/h.
Partenza con 147 ciclisti, dei quali 78 portarono a termine il percorso.

## Ordine d'arrivo (Top 10)
| Pos. | Corridore            | Squadra       | Tempo    |
| ---- | -------------------- | ------------- | -------- |
| 1    | Gabriele Bosisio     | LPR Brakes    | 4h44'32" |
| 2    | Danilo Di Luca       | LPR Brakes    | s.t.     |
| 3    | Franco Pellizotti    | Liquigas      | s.t.     |
| 4    | Fortunato Baliani    | CSF Group     | s.t.     |
| 5    | Luca Mazzanti        | Tinkoff       | s.t.     |
| 6    | Alessandro Bertolini | Diquigiovanni | a 15"    |
| 7    | Grega Bole           | Adria Mobil   | s.t.     |
| 8    | Andrea Pagoto        | CSF Group     | s.t.     |
| 9    | Francesco Failli     | Acqua & Sap.  | s.t.     |
| 10   | Serhij Hončar        | Preti Mangimi | s.t.     |